# Shoegaze (genre musical)
Genres associés
Chillwave, post-metal, post-rock
Le shoegaze (prononcé : [ˈʃuːɡeɪz]), est un sous-genre musical du rock alternatif ayant émergé à la fin des années 1980 au Royaume-Uni, lancé par des groupes tels que My Bloody Valentine, Lush, Slowdive, Chapterhouse et Ride. Il connaît le succès jusqu'au milieu des années 1990, en particulier en 1990 et 1991, ainsi qu'un regain de popularité au début des années 2010. La presse britannique, en particulier NME et Melody Maker, nomment ce style « shoegaze », car les membres de ces groupes jouent sur scène d'une manière introspective et laissent penser qu'ils fixent (to gaze at) leurs chaussures (shoe),. L'usage significatif de pédales d'effet contribue à l'image de musiciens qui regardent leurs pieds pendant les performances.
La musique shoegaze est caractérisée par l'usage significatif d'effets de guitare, et de mélodies vocales indiscernables se mêlant à un son créatif de guitare. Au début des années 1990, des groupes de shoegaze se font voler la vedette par le mouvement grunge et les premiers groupes de britpop comme Suede, forçant des groupes relativement inconnus à se séparer et à revoir leur style.

## Caractéristiques
Les éléments musicaux communs du shoegaze se composent de riffs distordus, et d'un « mur de son » produit par des guitares saturées. Deux guitares rythmiques distordues sont jouées en même temps pour attribuer une qualité amorphe au son. Bien que souvent présents, les riffs de guitare ne sont pas les éléments principaux d'une chanson de shoegazing. Le nom est attribué pour la première fois par le magazine Sounds à un concert du groupe fraîchement formé Moose avec lequel le chanteur Russell Yates lit les paroles indiquées sur le sol. Le terme est choisi par NME, qui l'utilise pour décrire la tendance des guitaristes de groupes à regarder leurs pieds lorsqu'ils jouent de la pédale d'effet. Melody Maker préfère utiliser le terme de The Scene That Celebrates Itself. Le terme est considéré comme péjoratif, en particulier par la presse spécialisée anglaise qui considère le mouvement comme inefficace, et dont le terme est refusé par de nombreux groupes.
Les précurseurs du genre les plus fréquemment cités sont Cocteau Twins,, The Jesus and Mary Chain, My Bloody Valentine, Spacemen 3 et Loop. Les différents groupes du genre s'inspirent de plusieurs autres genres comme le garage rock, le rock psychédélique des années 1960, et de groupes indépendants américains comme Sonic Youth et Dinosaur Jr.. Les premiers groupes et musiciens étiquetés shoegazing (Slowdive, Swervedriver, Ride, Catherine Wheel, Chapterhouse, Moose, Lush et Pale Saints) sont largement inspirés par My Bloody Valentine, et se développent à la veille du succès avec leur chanson You Made Me Realise et leur album Isn't Anything,. La catégorie de shoegazing est plus récemment attribuée à My Bloody Valentine, même si Kevin Shields explique que le groupe n'a jamais fait usage de pédales d'effet de type chorus, flanger ou delay. D'autres artistes catégorisés comme influences du shoegazing incluent The Velvet Underground, Siouxsie and the Banshees, Sonic Youth, Hüsker Dü, The Chameleons, The Cure, Galaxie 500, et The Smiths.
L'ouvrage de Michael Azerrad, Our Band Could Be Your Life, cite la tournée de Dinosaur Jr. au Royaume-Uni, en octobre 1987, comme significative à l'histoire du genre.
La fin des années 2000 et les années 2010 sont marquées par un retour modeste à la mode du genre dans les scènes indépendantes et la reformation de plusieurs groupes des années 1990, à commencer par My Bloody Valentine (2007), Slowdive (2013), Ride (2014) ou Lush (2015).

## Terminologie
Le NME définit le genre sous le terme péjoratif The Scene That Celebrates Itself (« la scène qui se célèbre elle-même »), qui désigne la scène shoegaze Irlandaise et Britannique des années 1990. La critique de la presse rock considère alors abusivement et sans réel fondement ses musiciens comme égocentriques, privilégiés et de classe moyenne.

## Déclinaisons
Depuis le début des années 2010, une vague de nouveaux groupes plus jeunes s'inspire de l'esthétique shoegaze, en tête desquels The Radio Dept., The Pains of Being Pure at Heart, A Place to Bury Strangers, No Age, The Big Pink, Vivian Girls, Bipolar Explorer, Spotlight Kid, Tamaryn, Amusement Parks on Fire, The Joy Formidable, The Away Days, Hitsujibungaku, etc. Certains nomment ce renouveau nu gaze.
Au début des années 2000 naît également le blackgaze, genre alliant black metal et shoegazing, sous l'impulsion de groupes comme Alcest, Amesoeurs et Deafheaven.

### En France
Vers le milieu des années 2010, une scène underground se crée en France et mêle les ambiances du shoegaze avec d'autres genres plus ou moins éloignés (cold wave, musique électronique, pop, post-punk, black métal…). On compte parmi ses représentants le collectif Nothing (Venera 4, Dead Horse One, Future…), The Dead Mantra, Jessica93, Waterwalls ou encore Marble Arch.